# Shannon Sharpe
Shannon Sharpe (Chicago, 26 giugno 1968) è un ex giocatore di football americano statunitense che ha giocato nel ruolo di tight end per i Denver Broncos e i Baltimore Ravens della National Football League.
Sharpe è noto per il suo commento fantasioso e per il suo trash talking. Fu inserito nella Pro Football Hall of Fame il 6 agosto 2011.
Giocò 12 stagioni per i Broncos (1990-1999 e poi 2002-2003) e due anni per i Ravens (2000-2001), vincendo tre Super Bowl e finendo la carriera come primatista di tutti i tempi nella NFL per ricezioni (815), yard ricevute (10 060) e touchdown ricevuti (62) da un tight end fino a che Tony Gonzalez non lo sorpassò in tutti e tre questi record, compreso quello di yard totali il 5 ottobre 2008. Sharpe si distinse per essere stato il primo tight a raggiungere le 10 000 yard ricevute in carriera. Shannon fu anche introdotto nella formazione ideale della NFL degli anni 90.

## Carriera
Sharpe fu scelto nel settimo giro del Draft NFL 1990 dai Denver Broncos, 192º assoluto. Rimase a Denver fino al 1999, vincendo due campionati nel Super Bowl XXXII e Super Bowl XXXIII. Dopo due anni con i Baltimore Ravens, dove vinse un altro anello nel Super Bowl XXXV, fece ritorno ai Broncos, rimanendovi fino al 2003. Successivamente divenne un commentatore televisivo per CBS, dove lavorava anche suo fratello Sterling.
Sharpe fu inserito per quattro volte nella prima formazione ideale della stagionale All-Pro, fu convocato per otto Pro Bowl (1992–1998, 2001) e ricevette oltre mille yard in tre diverse stagioni. In una gara dei playoff del 1993 contro i Los Angeles Raiders, Sharpe pareggiò il record della postseason ricevendo da John Elway 13 passaggi, per 156 yard e un touchdown. Coi Ravens, nella finale della AFC contro i Raiders, ricevette un corto passaggio su una situazione di terzo down e 18 sulla linea delle proprie quattro yard e lo portò per 96 yard in touchdown, contribuendo alla vittoria della sua squadra per 16-3. Sharpe inoltre ricevette passaggi da più di 50 yard in ognuna delle altre due gare di playoff di quell'anno. I suoi quattordici anni di carriera terminarono con 815 ricezioni per 10 060 yard e 62 touchdown.

## Palmarès

### Franchigia
- Super Bowl : 3

Denver Broncos: XXXII, XXXIII
Baltimore Ravens: XXXV
 American Football Conference Championship: 3
Denver Broncos: 1997, 1998
Baltimore Ravens: 2000

### Individuale
- Convocazioni al Pro Bowl: 8

1992, 1993, 1994, 1995, 1996, 1997, 1998, 2001
- First-Team All-Pro: 5

1993, 1996, 1997, 1998
- Second-Team All-Pro: 1

1995
- Club delle 10 000 yard ricevute in carriera
- Formazione ideale della NFL degli anni 1990
- Formazione ideale del 50º anniversario dei Denver Broncos
- Pro Football Hall of Fame

## Statistiche
| Anno   | Squadra          | Gare | Ric | Yard   | Y/R  | TD |
| ------ | ---------------- | ---- | --- | ------ | ---- | -- |
| 1990   | Denver Broncos   | 16   | 7   | 99     | 14,1 | 1  |
| 1991   | Denver Broncos   | 16   | 22  | 322    | 14,6 | 1  |
| 1992   | Denver Broncos   | 16   | 53  | 640    | 12,1 | 2  |
| 1993   | Denver Broncos   | 16   | 81  | 995    | 12,3 | 9  |
| 1994   | Denver Broncos   | 15   | 87  | 1 010  | 11,6 | 4  |
| 1995   | Denver Broncos   | 13   | 63  | 756    | 12   | 4  |
| 1996   | Denver Broncos   | 15   | 80  | 1 062  | 13,3 | 10 |
| 1997   | Denver Broncos   | 16   | 72  | 1 107  | 15,4 | 3  |
| 1998   | Denver Broncos   | 16   | 64  | 768    | 12,0 | 10 |
| 1999   | Denver Broncos   | 5    | 23  | 224    | 9,7  | 0  |
| 2000   | Baltimore Ravens | 16   | 67  | 810    | 12,1 | 5  |
| 2001   | Baltimore Ravens | 16   | 73  | 811    | 11,1 | 2  |
| 2002   | Denver Broncos   | 12   | 61  | 686    | 11,2 | 3  |
| 2003   | Denver Broncos   | 15   | 62  | 770    | 12,4 | 8  |
| Totale |                  | 203  | 815 | 10 060 | 12.3 | 69 |